# Красни-Брод
Красни-Брод (словац. Krásny Brod, русин. Красный Брід) — село и одноимённая община в районе Медзилаборце Прешовского края Словакии. В письменных источниках начинает упоминаться с 1478 года.

## География
Село расположено в восточной части края, на правом берегу реки Лаборец, при автодороге 575. Абсолютная высота — 289 метров над уровнем моря. Площадь муниципалитета составляет 15,11 км².

## Население
По данным последней официальной переписи 2021 года, численность населения Красни-Брода составляла 467 человек.
Динамика численности населения общины по годам:
| Год:                | 1994 | 2004    | 2014     | 2024    |
| ------------------- | ---- | ------- | -------- | ------- |
| Количество человек: | 414  | 416     | 466      | 442     |
| Разница:            |      | +0,48 % | +12,01 % | −5,15 % |

Национальный состав населения (по данным переписи населения 2011 года):
| Национальность | Численность, человек |
| -------------- | -------------------- |
| русины         | 259                  |
| словаки        | 136                  |
| украинцы       | 10                   |
| цыгане         | 2                    |
| чехи           | 2                    |
| другие         | 3                    |
| не указана     | 47                   |
| всего          | 459                  |

По данным переписи 2021 года, в конфессиональном составе населения преобладали греко-католики (61,9 %), православные христиане (21 %) и католики (8,8 %).